# Ryota Morioka
Ryota Morioka (森岡 亮太, Morioka Ryota, Joyo, 12 april 1991) is een Japans voetballer die als middenvelder speelt.

## Clubcarrière
Ryota Morioka tekende in 2010 bij Vissel Kobe. Hij speelde 131 wedstrijden voor de club, alvorens in januari 2016 naar Śląsk Wrocław te gaan. Daar speelde hij op anderhalf jaar tijd 50 wedstrijden. In de zomer van 2017 tekende hij een contract voor drie seizoenen bij Waasland-Beveren, waar hij de duurste inkomende transfer ooit werd. Morioka debuteerde op 29 juli 2017 tegen Racing Genk met een 3-3 gelijkspel.
Einde januari 2018 maakte Morioka de overstap van Waasland-Beveren naar RSC Anderlecht voor 2,50 miljoen euro.
In dat seizoen maakte hij drie doelpunten in vijf competitiewedstrijden voor Anderlecht.
Een jaar later wordt hij gehuurd door RSC Charleroi en in de zomer van 2019 wordt hij definitief overgenomen van Anderlecht voor 1,50 miljoen euro. Op 11 oktober 2021 verlengt hij zijn contract bij Charleroi tot 2024.

## Clubstatistieken
| Seizoen     | Club                 | Competitie      | Competitie | Competitie | Competitie | Beker | Beker | Beker | Internationaal | Internationaal | Internationaal | Totaal | Totaal | Totaal |
| Seizoen     | Club                 | Competitie      | Wed.       | Dlp.       | Ass.       | Wed.  | Dlp.  | Ass.  | Wed.           | Dlp.           | Ass.           | Wed.   | Dlp.   | Ass.   |
| ----------- | -------------------- | --------------- | ---------- | ---------- | ---------- | ----- | ----- | ----- | -------------- | -------------- | -------------- | ------ | ------ | ------ |
| 2010        | Vissel Kobe          | J1 League       | 8          | 0          | 1          | 0     | 0     | 0     | —              | —              | —              | 8      | 0      | 1      |
| 2011        | Vissel Kobe          | J1 League       | 21         | 2          | 0          | 3     | 3     | 0     | —              | —              | —              | 24     | 5      | 0      |
| 2012        | Vissel Kobe          | J1 League       | 20         | 1          | 5          | 6     | 1     | 0     | —              | —              | —              | 26     | 2      | 5      |
| 2013        | Vissel Kobe          | J2 League       | 18         | 5          | 7          | 1     | 0     | 0     | —              | —              | —              | 19     | 5      | 7      |
| 2014        | Vissel Kobe          | J1 League       | 34         | 4          | 10         | 7     | 3     | 2     | —              | —              | —              | 41     | 7      | 12     |
| 2015        | Vissel Kobe          | J1 League       | 30         | 5          | 2          | 13    | 3     | 1     | —              | —              | —              | 43     | 5      | 4      |
| Club Totaal | Club Totaal          | Club Totaal     | 131        | 17         | 26         | 30    | 10    | 3     | 0              | 0              | 0              | 161    | 27     | 29     |
| 2015/16     | Śląsk Wrocław        | Ekstraklasa     | 15         | 7          | 2          | 0     | 0     | 0     | —              | —              | —              | 15     | 7      | 2      |
| 2016/17     | Śląsk Wrocław        | Ekstraklasa     | 36         | 8          | 9          | 2     | 0     | 0     | —              | —              | —              | 38     | 8      | 9      |
| Club Totaal | Club Totaal          | Club Totaal     | 51         | 15         | 11         | 2     | 0     | 0     | 0              | 0              | 0              | 53     | 15     | 11     |
| 2017/18     | Waasland - Beveren   | Eerste klasse A | 24         | 7          | 11         | 3     | 2     | 0     | —              | —              | —              | 30     | 9      | 11     |
| Club Totaal | Club Totaal          | Club Totaal     | 24         | 7          | 11         | 3     | 2     | 0     | 0              | 0              | 0              | 30     | 9      | 11     |
| 2017/18     | RSC Anderlecht       | Eerste klasse A | 16         | 6          | 4          | 0     | 0     | 0     | —              | —              | —              | 16     | 6      | 4      |
| 2018/19     | RSC Anderlecht       | Eerste klasse A | 6          | 0          | 0          | 1     | 0     | 0     | 3              | 0              | 0              | 10     | 0      | 0      |
| Club Totaal | Club Totaal          | Club Totaal     | 22         | 6          | 4          | 1     | 0     | 0     | 3              | 0              | 0              | 26     | 6      | 4      |
| 2018/19     | → Sporting Charleroi | Eerste klasse A | 15         | 4          | 2          | 0     | 0     | 0     | —              | —              | —              | 15     | 4      | 2      |
| 2019/20     | Sporting Charleroi   | Eerste klasse A | 29         | 6          | 5          | 2     | 0     | 0     | —              | —              | —              | 31     | 6      | 5      |
| 2020/21     | Sporting Charleroi   | Eerste klasse A | 28         | 2          | 7          | 1     | 0     | 0     | 2              | 0              | 0              | 31     | 2      | 7      |
| 2021/22     | Sporting Charleroi   | Eerste klasse A | 28         | 4          | 9          | 1     | 0     | 0     | —              | —              | —              | 29     | 4      | 9      |
| Club Totaal | Club Totaal          | Club Totaal     | 100        | 16         | 23         | 4     | 0     | 0     | 2              | 0              | 0              | 106    | 16     | 23     |
| TOTAAL      | TOTAAL               | TOTAAL          | 328        | 61         | 75         | 40    | 12    | 3     | 5              | 0              | 0              | 373    | 73     | 78     |

## Interlands
| Interlands van Ryota Morioka voor Japan | Interlands van Ryota Morioka voor Japan | Interlands van Ryota Morioka voor Japan | Interlands van Ryota Morioka voor Japan | Interlands van Ryota Morioka voor Japan | Interlands van Ryota Morioka voor Japan | Interlands van Ryota Morioka voor Japan |
| №                                       | Datum                                   | Wedstrijd                               | Uitslag                                 | Soort wedstrijd                         | Doelpunten                              |                                         |
| Als speler bij Vissel Kobe              | Als speler bij Vissel Kobe              | Als speler bij Vissel Kobe              | Als speler bij Vissel Kobe              | Als speler bij Vissel Kobe              | Als speler bij Vissel Kobe              | Als speler bij Vissel Kobe              |
| --------------------------------------- | --------------------------------------- | --------------------------------------- | --------------------------------------- | --------------------------------------- | --------------------------------------- | --------------------------------------- |
| 1.                                      | 5 september 2014                        | Japan - Uruguay                         | 0 - 2                                   | Vriendschappelijk                       |                                         |                                         |
| 2.                                      | 14 oktober 2014                         | Brazilië - Japan                        | 4 - 0                                   | Vriendschappelijk                       |                                         |                                         |
| Als speler bij Waasland-Beveren         |                                         |                                         |                                         |                                         |                                         |                                         |
| 3.                                      | 10 november 2017                        | Japan - Brazilië                        | 1 - 3                                   | Vriendschappelijk                       |                                         |                                         |
| 4.                                      | 14 november 2017                        | België - Japan                          | 1 - 0                                   | Vriendschappelijk                       |                                         |                                         |
| Als speler bij RSC Anderlecht           |                                         |                                         |                                         |                                         |                                         |                                         |
| 5.                                      | 23 maart 2018                           | Japan - Mali                            | 1 - 1                                   | Vriendschappelijk                       |                                         |                                         |